# Colton Ford
Colton Ford, né le 12 octobre 1962 à Pasadena (Californie) et mort le 19 mai 2025 à Palm Springs (Californie), est un acteur de films pornographiques gays et un musicien de pop américain.

## Biographie

### Carrière dans le film pour adultes
Colton Ford est apparu dans une douzaine de films gays pour adultes. On peut retenir notamment Conquered (2001) qui lui permet en 2002 de remporter un Grabby Awards pour la "Meilleure scène de groupe" Gang Bang Café pour lequel il est nommé aux GayVN Awards de 2003 dans la catégorie "Best Performer" et le rôle-titre dans Colton pour lequel il remporte le prix de "Gay Performer of the Year" pendant cette même cérémonie.

### Carrière musicale
Colton Ford réalise son premier album en 2008, et participe au True Colors Tour 2008 de Cyndi Lauper. Son second album, Under the Covers, un album de reprises, sort en 2009. En 2013, il sort son troisième album The Way I Am et en 2015 un EP, Next Chapter, co-écrit avec David Barratt.

### Carrière au théâtre
En 2014, Colton Ford participe à la production scénique And All The Dead, Lie Down, avec Kila Packett. La pièce, qui a été jouée du 2 mai au 6 juin 2014 à Los Angeles, a été écrite par Harrison David Rivers, mise en scène par John Coppola et produite par Michael Sonntag et Kila Packett. La pièce est une production de Studio C Artists.

### Vie privée
Colton Ford et l'acteur de films pornographiques gays Blake Harper ont été partenaires pendant plusieurs années. Le documentaire Naked Fame, réalisé en 2005 par Christopher Long, est centré sur la poursuite de la carrière de Colton Ford dans l'industrie de la musique alors qu'il est avec Harper. Il est également montré comment Harper prend sa retraite des films pour adultes et retourne à sa profession première (infirmier) pour pouvoir soutenir son ami dans sa nouvelle carrière. Colton a écrit une chanson sur leur relation, Love Has Found a Way. D'après une interview de Ford, ils ont finalement rompus et Harper est retourné vivre dans sa ville natale où il travaille comme infirmier à l'hôpital municipal.

## Filmographie

### Films pornographiques
| Année | Titre                    | Rôle             | Récompenses                                          |
| ----- | ------------------------ | ---------------- | ---------------------------------------------------- |
| 2001  | Conquered                | Gladiateur       | Grabby Awards "Best Group Sex Scene" (2002)          |
| 2001  | PornStruck 2             |                  |                                                      |
| 2002  | Aftershock: Part 1       | MSR's hottest    |                                                      |
| 2002  | Aftershock: Part 2       | MSR's hottest    |                                                      |
| 2002  | Bearing Leather          |                  |                                                      |
| 2002  | Bringing Out Brother     |                  |                                                      |
| 2002  | Head Games               | Jocker           |                                                      |
| 2002  | Gang Bang Café           |                  | Nomination aux GayVN Awards "Best Performers" (2003) |
| 2002  | Colton                   | Colton           | GayVN Awards "Gay Performer of the Year" (2003)      |
| 2002  | Closed Set: The New Crew | The key grip     |                                                      |
| 2002  | Prowl 3: Genuine Leather | Nastiest leather |                                                      |
| 2003  | Still Untamed            | Untamer          |                                                      |

### Rôles non pornographiques

#### Cinéma
- 2000 : The Next Best Thing : Glen
- 2001 : Circuit : Video Circuit Man
- 2004 : Naked Fame : Lui-même
- 2004 : Hellbent : Nickname Band Member
- 2008 : Another Gay Sequel: Gays Gone Wild! : Butch Hunk
- 2008 : Into the Nightlife : Danseur dans le club

#### Télévision
- 2007–2009 : The Lair : Shérif Trout

## Discographie

### Albums

#### Tug of War
Tug of War est le premier album de Colton Ford.
Track listing
Tous les morceaux ont été écrits par Ford et le producteur/DJ Quentin Harris (sauf indication contraire).
1. "Ready" - 3:04
2. "You Ain't Gonna Change" - 4:50
3. "Gotta Do" - 4:51
4. "That's Me" - 3:32
5. "Bluntly Speaking" - 3:30
6. "The Way You Love Me" - 5:05
7. "You Get What You Want" - 4:59
8. "Tug of War (My Heart Won't Let Go)" - 4:32
9. "Love Has Found a Way" - 4:14
10. "I'll Be Alright" - 5:28
11. "Wait for Me" - 5:40
12. "Your Love Is Everything" (Ford, Denise Rich, Laythan Armor) - 6:09

#### Under the Covers
Track listing
1. "Rock the Boat" (Aaliyah) interlude
2. "With Every Heartbeat" (Robyn)
3. "Losing My Religion" (R.E.M.)
4. "Dreams" (Fleetwood Mac) interlude
5. "It's No Crime" (Babyface)
6. "Trouble" (Britney Spears)
7. "It Seems Like You're Ready" (R. Kelly) interlude
8. "Follow Me" (Aly-Us)
9. "By Your Side" (Sade)
10. "Music Sounds Better with You" (Stardust) [Hot Tracks Re-Edit]
11. "It's Like That" (Mariah Carey) interlude
12. "No One" (Alicia Keys)
13. "Lithium" (Nirvana)
14. "What About Us?" (Brandy) interlude
15. "You Gonna Want Me" (Tiga)
16. "Show Me Love" (Robin S.)
17. "Out of Touch" (Hall & Oates) interlude
18. "Ashes to Ashes" (Faith No More)

#### The Way I Am
The Way I Am est le troisième album studio de Colton Ford et est sorti le 18 juin 2013.
Tracklist
1. "First in Line (Shadow of the Night)" - 3:35
2. "Let Me Live Again" - 3:16
3. "Look My Way" - 4:26
4. "Realize" - 3:23
5. "Get to You" (feat. Ultra Naté) - 3:42
6. "Change (You're Gonna Have To)" - 4:55
7. "Can You Feel It" - 4:00
8. "Just the Way I Am" - 4:00
9. "The Music Always Gets You Back" - 3:21
10. "All My Love" - 4:11
11. "Alone" - 6:24

#### Next Chapter
Next Chapter est le premier EP studio de Colton Ford, produit par David Barratt (The Abattoir of Good Taste NYC) et sorti le 4 décembre 2014. Il contient 7 pistes constituées de 5 morceaux co-écrits par Colton Ford et David Barratt, avec en plus deux reprises ("Yesterday" des The Beatles et "Something About You" de Level 42.
Tracklist
1. Take Me - 4:09
2. Yesterday - 2:39
3. Aint No Good - 4:09
4. Love Is Taking Over - 3:29
5. Something About You - 3:06
6. Never Wrong - 3:36
7. Fool - 3:49

### EPs, Remixes et Radio edits
| No  | Titre                             | Durée |
| --- | --------------------------------- | ----- |
| 1.  | Once More" (with Mischa Daniels)  | 4:23  |
| 2.  | The Story (with Mischa Daniels)   | 3:32  |
| 3.  | Tonight (with Chris Reece)        | 5:13  |
| 4.  | It's No Crime (Ras Jek Mix)       | 7:00  |
| 5.  | Follow Me (with Byron Stingily)   | 4:00  |
| 6.  | Losing My Religion MDeep Mix      | 4:41  |
| 7.  | What About Us?                    | 0:25  |
| 8.  | "Yesterday                        | 2:41  |
| 9.  | Show Me Love (with Chris Willis)) | 3:41  |
| 10. | Music Sounds Better with You      | 2:17  |

| No | Titre                                                                | Durée |
| -- | -------------------------------------------------------------------- | ----- |
| 1. | Let Me Live Again (Radio Edit) (Mixed by WAWA)                       | 3:16  |
| 2. | The Music Always Gets You Back (Radio Edit) (Mixed by Razor & Guido) | 4:25  |
| 3. | Let Me Live Again (Extended)                                         | 5:45  |
| 4. | The Music Always Gets You Back (Extended)                            | 5:56  |
| 5. | Let Me Live Again (Instrumental)                                     | 3:16  |
| 6. | The Music Always Gets You Back (Instrumental)                        | 5:56  |

| No  | Titre                                                                | Durée |
| --- | -------------------------------------------------------------------- | ----- |
| 1.  | Let Me Live Again" (A Director's Cut Master)                         | 7:37  |
| 2.  | Let Me Live Again" (WAWA's Endless Summer Mix)                       | 5:31  |
| 3.  | Let Me Live Again" (WAWA Club Remix)                                 | 5:37  |
| 4.  | Let Me Live Again" (J-C Club Mix)                                    | 5:52  |
| 5.  | Let Me Live Again" (DJ Bill Bennett and Tyler Nelson Club Mix)       | 5:02  |
| 6.  | Let Me Live Again" (WAWA's Original Back To Mine Remix)              | 6:07  |
| 7.  | Let Me Live Again" (Tony Moran and Warren Rigg Mix)                  | 8:53  |
| 8.  | Let Me Live Again" (Craig C's Master Mix)                            | 8:40  |
| 9.  | Let Me Live Again" (Extended Main)                                   | 5:45  |
| 10. | Let Me Live Again" (A Director's Cut Master Instrumental)            | 7:37  |
| 11. | Let Me Live Again" (WAWA's Endless Summer Mix Instrumental)          | 5:31  |
| 12. | Let Me Live Again" (J-C Club Instrumental)                           | 5:52  |
| 13. | Let Me Live Again" (WAWA's Original Back To Mine Remix Instrumental) | 6:07  |
| 14. | Let Me Live Again" (Tony Moran and Warren Rigg Mix Instrumental)     | 8:53  |
| 15. | Let Me Live Again" (Craig C's Master Mix Instrumental)               | 8:42  |
| 16. | Let Me Live Again" (Extended Main Instrumental)                      | 5:45  |

| No | Titre                                                                    | Durée |
| -- | ------------------------------------------------------------------------ | ----- |
| 1. | Let Me Live Again (WAWA's Pop Mix)                                       | 3:26  |
| 2. | Let Me Live Again (Radio Edit)                                           | 3:16  |
| 3. | Let Me Live Again (Director's Cut Radio Edit)                            | 4:04  |
| 4. | "Let Me Live Again (WAWA's Club Remix Radio Edit)                        | 3:42  |
| 5. | Let Me Live Again (DJ Bill Bennett and Tyler Nelson Club Mix Radio Edit) | 3:38  |
| 6. | Let Me Live Again (WAWA's Endless Summer Mix Radio Edit)                 | 3:03  |
| 7. | "Let Me Live Again (Tony Moran and Warren Rigg Mix Radio Edit)           | 4:05  |
| 8. | Let Me Live Again (Craig C's Master Mix Radio Edit)                      | 4:06  |
| 9. | Let Me Live Again (WAWA's Original Back To Mine Radio Edit)              | 3:18  |

| No  | Titre                                                            | Durée |
| --- | ---------------------------------------------------------------- | ----- |
| 1.  | Look My Way (Dany Cohiba Remix)                                  | 6:37  |
| 2.  | Look My Way (Shay E Extended Mix)                                | 6:00  |
| 3.  | Look My Way (Splashfunk Remix)                                   | 6:37  |
| 4.  | Look My Way (CJay Swayne Extended Remix)                         | 6:03  |
| 5.  | Look My Way (Tony Moran and Warren Rigg Acapella                 | 7:41  |
| 6.  | Look My Way (A.Turk Look Sharp Extended Mix)                     | 5:09  |
| 7.  | Look My Way (A.Turk Peppermint 90s Extended Mix)                 | 5:13  |
| 8.  | Look My Way (Tony Moran and Warren Rigg Club Mix)                | 8:39  |
| 9.  | Look My Way (Extended Mix)                                       | 7:12  |
| 10. | Look My Way (Quentin Harris Club Re-Production Mix)              | 4:49  |
| 11. | Look My Way (Eddy J. Free Remix)                                 | 4:40  |
| 12. | Look My Way (Splashfunk Dub Mix)                                 | 6:22  |
| 13. | Look My Way (Shay E Extended Mix Instrumental)                   | 6:00  |
| 14. | Look My Way (Splashfunk Instrumental Mix)                        | 6:40  |
| 15. | Look My Way (CJay Swayne Extended Remix Instrumental)            | 6:03  |
| 16. | Look My Way (Tony Moran and Warren Rigg Insttrumental)           | 8:39  |
| 17. | Look My Way (A.Turk Look Sharp Extended Mix Instrumental)        | 5:09  |
| 18. | Look My Way (A.Turk Peppermint 90s Extended Instrumental)        | 5:13  |
| 19. | Look My Way (Quentin Harris Club Re-Production Mix Instrumental) | 4:48  |
| 20. | Look My Way (Eddy J. Free Remix Instrumental)                    | 3:47  |
| 21. | Look My Way (Shay E Radio Mix)                                   | 3:52  |
| 22. | Look My Way (Splashfunk Radio Edit)                              | 3:46  |
| 23. | Look My Way (CJay Swayne Radio Edit)                             | 3:41  |
| 24. | Look My Way (Tony Moran and Warren Rigg Radio Mix)               | 3:18  |
| 25. | Look My Way (A.Turk Look Sharp Radio Edit)                       | 3:38  |
| 26. | Look My Way (A.Turk Peppermint 90s Radio Edit)                   | 4:04  |

### Singles
| Date            | Titre                                             | Label                 | Auteur(s)                                   | Durée | Notes |
| --------------- | ------------------------------------------------- | --------------------- | ------------------------------------------- | ----- | --- |
| 26 October 2003 | "Everything"                                      | Centaur Entertainment | Scott Anderson, Kyle Neven, Glenn Saukesian | 4:27  | Présent dans la BO de Naked Fame et l'album Sexy House, Vol. 1 Tracklist Tracklist Download digital 1. "Everything" - 4:27 CD single 1. "Everything" - 4:27 2. "Everything" (Solar City Circuit Mix) - 4:11 |
| 27 April 2004   | "Signed, Sealed, Delivered" (feat. Pepper Mashay) | Centaur Entertainment | Garrett, Hardaway, Wonder, Wright           | 3:30  | Présent sur la BO de Naked Fame, dans l'Greatest Hits, Vol. 1 et l'album Gnome Groove. CD single 1. "Signed, Sealed, Delivered" (Al B. Rich Radio Mix) - 3:38 2. "Signed, Sealed, Delivered" (Mac Quayle Club Mix) - 9:48 3. "Signed, Sealed, Delivered" (Ralphi Rosario Dub Mix) - 7:17 4. "Signed, Sealed, Delivered" - 12:15 Remixes 1. "Signed, Sealed, Delivered" (Extended version) - 3:59 2. "Signed, Sealed, Delivered" (House Mix) - 9:08 3. "Signed, Sealed, Delivered" (Ralphi Rosario Club Mix) - 4:52 Charts - US Hot Dance Club Play (Billboard) - #9 - US Hot Dance Singles Sales (Billboard) - #25 |

## Théâtre
- 2012 : Little House on the Ferry
- 2014 : And All The Dead, Lie Down

## Récompenses et nominations
- 2002 : Grabby Awards dans la catégorie Best Group Sex Scene pour Conquered.
- 2003 : GayVN Awards dans la catégorie Gay Performer of the Year.